# 1-й військовий округ (Третій Рейх)

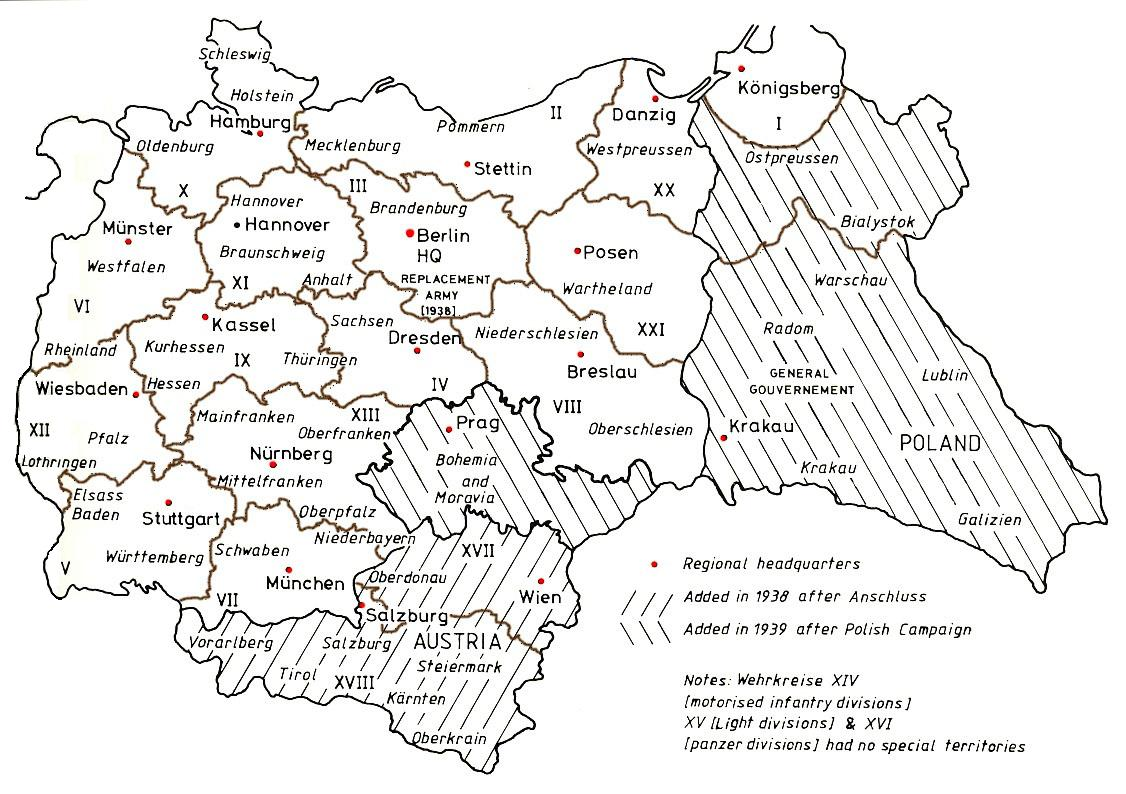
Карта військово-адміністративного розподілу Третього Рейху на 1944 рік

1-й військовий округ (нім. Wehrkreis I) — одиниця військово-адміністративного поділу Збройних сил Німеччини за часів Веймарської республіки та Третього Рейху.

## Командування
Командувачі

#### Рейхсвер
- генерал-лейтенант Людвіг фон Есторфф (нім. Ludwig von Estorff) (1 жовтня 1919 — 22 березня 1920);
- генерал від інфантерії Йоганнес фон Дассель (нім. Johannes von Dassel) (22 березня 1920 — 31 жовтня 1923);
- генерал-полковник Вільгельм Геє (нім. Wihelm Heye) (1 листопада 1923 — 31 жовтня 1926);
- генерал від інфантерії барон Фрідріх фон Езебек (нім. Friedrich Freiherr von Esebeck) (1 листопада 1926 — 30 вересня 1929);
- генерал від інфантерії Вернер фон Бломберг (нім. Werner von Blomberg) (1 жовтня 1929 — 30 січня 1933);

#### Вермахт
- генерал артилерії Вальтер фон Браухіч (нім. Walther von Brauchitsch) (1 лютого 1933 — 1 квітня 1937);
- генерал артилерії Георг фон Кюхлер (нім. Georg von Küchler) (1 квітня 1937 — 26 серпня 1939);
- генерал-лейтенант Оскар фон Бенкендорф фон Гінденбург (нім. Oskar von Beneckendorff und von Hindenburg) (26 серпня — 5 листопада 1939);
- генерал артилерії Альфред фон Фоллард-Бокельберг (нім. Alfred von Vollard-Bockelberg) (5 листопада 1939 — 19 червня 1940);
- генерал артилерії Вільгельм Улекс (нім. Wilhelm Ulex) (20 жовтня 1940 — 1 травня 1941);
- генерал артилерії Петер Веєр (нім. Peter Weyer) (1 травня 1941 — 31 січня 1943);
- генерал артилерії Альберт Водріг (нім. Albert Wodrig) (1 лютого 1943 — 1 листопада 1944);
- генерал від інфантерії Отто Ляш (нім. Otto Lasch) (1 листопада 1944 — капітуляція 1945).